# Miševići (Nova Varoš)
Miševići es un pueblo ubicado en la municipalidad de Nova Varoš, en el distrito de Zlatibor, Serbia.

## Superficie
Posee una superficie de 15,82 kilómetros cuadrados.

## Demografía
Hasta 2011 la población era de 80 habitantes, con una densidad de población de 5,057 habitantes por kilómetro cuadrado.